# Hükümet Konağı
Hükümet Konağı ist die traditionelle türkische Bezeichnung für den Dienstsitz eines türkischen Provinzgouverneurs. Ein solcher findet sich in allen türkischen Provinzhauptstädten, auch den Provinzzentren früherer osmanischer Statthalter außerhalb der heutigen Türkei. Hükümet ist das türkische Wort für Regierung, hier für die Provinzregierung (vergleiche die deutschen Bezeichnungen Regierungspräsident und Regierung), Konak bezeichnet neben seiner Grundbedeutung als Ort der Niederlassung unter anderem insbesondere ein repräsentatives herrschaftliches Wohngebäude, von welchem aus ursprünglich die Amtsträger auch ihre Amtsgeschäfte führten. 
Konak ist davon abgeleitet in diversen Zusammensetzungen auch das türkische Wort für Regierungsgebäude oder Verwaltungsgebäude generell geworden. Damit (Devlet Konağı) wird etwa das Capitol der US-Bundesstaaten bezeichnet, ein Belediye Konağı entspricht einem Rathaus.
Bekannte Gebäude:
- Konak in Sarajevo
- Konak in Thessaloniki

Der Hükümet Konağı in Izmir hat seinen Namen sowohl dem benachbarten zentralen Platz (Konak Meydanı) als auch dem umgebenden Stadtteil von Izmir und der danach benannten Stadtbezirksgemeinde von Izmir (Konak) gegeben.